# Rezo Parmenovič Ėsadze
Rezo Parmenovič Ėsadze (Shemokmedi, 18 febbraio 1934 – Mosca, 18 aprile 2020) è stato un attore e regista sovietico.

## Filmografia parziale

### Regista
- Fro (1964)
- Sekundomer (1970)